# 260
Portal Geschichte | Portal Biografien | Aktuelle Ereignisse | Jahreskalender | Tagesartikel

◄ |
2. Jahrhundert |
3. Jahrhundert
| 4. Jahrhundert | ►

◄ |
230er |
240er |
250er |
260er
| 270er | 280er | 290er | ►

◄◄ |
◄ |
256 |
257 |
258 |
259 |
260
| 261 | 262 | 263 | 264 | ► | ►►
Staatsoberhäupter  · Nekrolog
| Januar | Januar | Januar | Januar | Januar | Januar | Januar | Januar |
| Kw     | Mo     | Di     | Mi     | Do     | Fr     | Sa     | So     |
| ------ | ------ | ------ | ------ | ------ | ------ | ------ | ------ |
| 52     |        |        |        |        |        |        | 1      |
| 1      | 2      | 3      | 4      | 5      | 6      | 7      | 8      |
| 2      | 9      | 10     | 11     | 12     | 13     | 14     | 15     |
| 3      | 16     | 17     | 18     | 19     | 20     | 21     | 22     |
| 4      | 23     | 24     | 25     | 26     | 27     | 28     | 29     |
| 5      | 30     | 31     |        |        |        |        |        |

| Februar | Februar | Februar | Februar | Februar | Februar | Februar | Februar |
| Kw      | Mo      | Di      | Mi      | Do      | Fr      | Sa      | So      |
| ------- | ------- | ------- | ------- | ------- | ------- | ------- | ------- |
| 5       |         |         | 1       | 2       | 3       | 4       | 5       |
| 6       | 6       | 7       | 8       | 9       | 10      | 11      | 12      |
| 7       | 13      | 14      | 15      | 16      | 17      | 18      | 19      |
| 8       | 20      | 21      | 22      | 23      | 24      | 25      | 26      |
| 9       | 27      | 28      | 29      |         |         |         |         |

| März | März | März | März | März | März | März | März |
| Kw   | Mo   | Di   | Mi   | Do   | Fr   | Sa   | So   |
| ---- | ---- | ---- | ---- | ---- | ---- | ---- | ---- |
| 9    |      |      |      | 1    | 2    | 3    | 4    |
| 10   | 5    | 6    | 7    | 8    | 9    | 10   | 11   |
| 11   | 12   | 13   | 14   | 15   | 16   | 17   | 18   |
| 12   | 19   | 20   | 21   | 22   | 23   | 24   | 25   |
| 13   | 26   | 27   | 28   | 29   | 30   | 31   |      |

| April | April | April | April | April | April | April | April |
| Kw    | Mo    | Di    | Mi    | Do    | Fr    | Sa    | So    |
| ----- | ----- | ----- | ----- | ----- | ----- | ----- | ----- |
| 13    |       |       |       |       |       |       | 1     |
| 14    | 2     | 3     | 4     | 5     | 6     | 7     | 8     |
| 15    | 9     | 10    | 11    | 12    | 13    | 14    | 15    |
| 16    | 16    | 17    | 18    | 19    | 20    | 21    | 22    |
| 17    | 23    | 24    | 25    | 26    | 27    | 28    | 29    |
| 18    | 30    |       |       |       |       |       |       |

| Mai | Mai | Mai | Mai | Mai | Mai | Mai | Mai |
| Kw  | Mo  | Di  | Mi  | Do  | Fr  | Sa  | So  |
| --- | --- | --- | --- | --- | --- | --- | --- |
| 18  |     | 1   | 2   | 3   | 4   | 5   | 6   |
| 19  | 7   | 8   | 9   | 10  | 11  | 12  | 13  |
| 20  | 14  | 15  | 16  | 17  | 18  | 19  | 20  |
| 21  | 21  | 22  | 23  | 24  | 25  | 26  | 27  |
| 22  | 28  | 29  | 30  | 31  |     |     |     |

| Juni | Juni | Juni | Juni | Juni | Juni | Juni | Juni |
| Kw   | Mo   | Di   | Mi   | Do   | Fr   | Sa   | So   |
| ---- | ---- | ---- | ---- | ---- | ---- | ---- | ---- |
| 22   |      |      |      |      | 1    | 2    | 3    |
| 23   | 4    | 5    | 6    | 7    | 8    | 9    | 10   |
| 24   | 11   | 12   | 13   | 14   | 15   | 16   | 17   |
| 25   | 18   | 19   | 20   | 21   | 22   | 23   | 24   |
| 26   | 25   | 26   | 27   | 28   | 29   | 30   |      |

| Juli | Juli | Juli | Juli | Juli | Juli | Juli | Juli |
| Kw   | Mo   | Di   | Mi   | Do   | Fr   | Sa   | So   |
| ---- | ---- | ---- | ---- | ---- | ---- | ---- | ---- |
| 26   |      |      |      |      |      |      | 1    |
| 27   | 2    | 3    | 4    | 5    | 6    | 7    | 8    |
| 28   | 9    | 10   | 11   | 12   | 13   | 14   | 15   |
| 29   | 16   | 17   | 18   | 19   | 20   | 21   | 22   |
| 30   | 23   | 24   | 25   | 26   | 27   | 28   | 29   |
| 31   | 30   | 31   |      |      |      |      |      |

| August | August | August | August | August | August | August | August |
| Kw     | Mo     | Di     | Mi     | Do     | Fr     | Sa     | So     |
| ------ | ------ | ------ | ------ | ------ | ------ | ------ | ------ |
| 31     |        |        | 1      | 2      | 3      | 4      | 5      |
| 32     | 6      | 7      | 8      | 9      | 10     | 11     | 12     |
| 33     | 13     | 14     | 15     | 16     | 17     | 18     | 19     |
| 34     | 20     | 21     | 22     | 23     | 24     | 25     | 26     |
| 35     | 27     | 28     | 29     | 30     | 31     |        |        |

| September | September | September | September | September | September | September | September |
| Kw        | Mo        | Di        | Mi        | Do        | Fr        | Sa        | So        |
| --------- | --------- | --------- | --------- | --------- | --------- | --------- | --------- |
| 35        |           |           |           |           |           | 1         | 2         |
| 36        | 3         | 4         | 5         | 6         | 7         | 8         | 9         |
| 37        | 10        | 11        | 12        | 13        | 14        | 15        | 16        |
| 38        | 17        | 18        | 19        | 20        | 21        | 22        | 23        |
| 39        | 24        | 25        | 26        | 27        | 28        | 29        | 30        |

| Oktober | Oktober | Oktober | Oktober | Oktober | Oktober | Oktober | Oktober |
| Kw      | Mo      | Di      | Mi      | Do      | Fr      | Sa      | So      |
| ------- | ------- | ------- | ------- | ------- | ------- | ------- | ------- |
| 40      | 1       | 2       | 3       | 4       | 5       | 6       | 7       |
| 41      | 8       | 9       | 10      | 11      | 12      | 13      | 14      |
| 42      | 15      | 16      | 17      | 18      | 19      | 20      | 21      |
| 43      | 22      | 23      | 24      | 25      | 26      | 27      | 28      |
| 44      | 29      | 30      | 31      |         |         |         |         |

| November | November | November | November | November | November | November | November |
| Kw       | Mo       | Di       | Mi       | Do       | Fr       | Sa       | So       |
| -------- | -------- | -------- | -------- | -------- | -------- | -------- | -------- |
| 44       |          |          |          | 1        | 2        | 3        | 4        |
| 45       | 5        | 6        | 7        | 8        | 9        | 10       | 11       |
| 46       | 12       | 13       | 14       | 15       | 16       | 17       | 18       |
| 47       | 19       | 20       | 21       | 22       | 23       | 24       | 25       |
| 48       | 26       | 27       | 28       | 29       | 30       |          |          |

| Dezember | Dezember | Dezember | Dezember | Dezember | Dezember | Dezember | Dezember |
| Kw       | Mo       | Di       | Mi       | Do       | Fr       | Sa       | So       |
| -------- | -------- | -------- | -------- | -------- | -------- | -------- | -------- |
| 48       |          |          |          |          |          | 1        | 2        |
| 49       | 3        | 4        | 5        | 6        | 7        | 8        | 9        |
| 50       | 10       | 11       | 12       | 13       | 14       | 15       | 16       |
| 51       | 17       | 18       | 19       | 20       | 21       | 22       | 23       |
| 52       | 24       | 25       | 26       | 27       | 28       | 29       | 30       |
| 1        | 31       |          |          |          |          |          |          |

| Januar | Januar | Januar | Januar | Januar | Januar | Januar | Januar |
| Kw     | Mo     | Di     | Mi     | Do     | Fr     | Sa     | So     |
| ------ | ------ | ------ | ------ | ------ | ------ | ------ | ------ |
| 52     |        |        |        |        |        |        | 1      |
| 1      | 2      | 3      | 4      | 5      | 6      | 7      | 8      |
| 2      | 9      | 10     | 11     | 12     | 13     | 14     | 15     |
| 3      | 16     | 17     | 18     | 19     | 20     | 21     | 22     |
| 4      | 23     | 24     | 25     | 26     | 27     | 28     | 29     |
| 5      | 30     | 31     |        |        |        |        |        |

| Februar | Februar | Februar | Februar | Februar | Februar | Februar | Februar |
| Kw      | Mo      | Di      | Mi      | Do      | Fr      | Sa      | So      |
| ------- | ------- | ------- | ------- | ------- | ------- | ------- | ------- |
| 5       |         |         | 1       | 2       | 3       | 4       | 5       |
| 6       | 6       | 7       | 8       | 9       | 10      | 11      | 12      |
| 7       | 13      | 14      | 15      | 16      | 17      | 18      | 19      |
| 8       | 20      | 21      | 22      | 23      | 24      | 25      | 26      |
| 9       | 27      | 28      | 29      |         |         |         |         |

| März | März | März | März | März | März | März | März |
| Kw   | Mo   | Di   | Mi   | Do   | Fr   | Sa   | So   |
| ---- | ---- | ---- | ---- | ---- | ---- | ---- | ---- |
| 9    |      |      |      | 1    | 2    | 3    | 4    |
| 10   | 5    | 6    | 7    | 8    | 9    | 10   | 11   |
| 11   | 12   | 13   | 14   | 15   | 16   | 17   | 18   |
| 12   | 19   | 20   | 21   | 22   | 23   | 24   | 25   |
| 13   | 26   | 27   | 28   | 29   | 30   | 31   |      |

| April | April | April | April | April | April | April | April |
| Kw    | Mo    | Di    | Mi    | Do    | Fr    | Sa    | So    |
| ----- | ----- | ----- | ----- | ----- | ----- | ----- | ----- |
| 13    |       |       |       |       |       |       | 1     |
| 14    | 2     | 3     | 4     | 5     | 6     | 7     | 8     |
| 15    | 9     | 10    | 11    | 12    | 13    | 14    | 15    |
| 16    | 16    | 17    | 18    | 19    | 20    | 21    | 22    |
| 17    | 23    | 24    | 25    | 26    | 27    | 28    | 29    |
| 18    | 30    |       |       |       |       |       |       |

| Mai | Mai | Mai | Mai | Mai | Mai | Mai | Mai |
| Kw  | Mo  | Di  | Mi  | Do  | Fr  | Sa  | So  |
| --- | --- | --- | --- | --- | --- | --- | --- |
| 18  |     | 1   | 2   | 3   | 4   | 5   | 6   |
| 19  | 7   | 8   | 9   | 10  | 11  | 12  | 13  |
| 20  | 14  | 15  | 16  | 17  | 18  | 19  | 20  |
| 21  | 21  | 22  | 23  | 24  | 25  | 26  | 27  |
| 22  | 28  | 29  | 30  | 31  |     |     |     |

| Juni | Juni | Juni | Juni | Juni | Juni | Juni | Juni |
| Kw   | Mo   | Di   | Mi   | Do   | Fr   | Sa   | So   |
| ---- | ---- | ---- | ---- | ---- | ---- | ---- | ---- |
| 22   |      |      |      |      | 1    | 2    | 3    |
| 23   | 4    | 5    | 6    | 7    | 8    | 9    | 10   |
| 24   | 11   | 12   | 13   | 14   | 15   | 16   | 17   |
| 25   | 18   | 19   | 20   | 21   | 22   | 23   | 24   |
| 26   | 25   | 26   | 27   | 28   | 29   | 30   |      |

| Juli | Juli | Juli | Juli | Juli | Juli | Juli | Juli |
| Kw   | Mo   | Di   | Mi   | Do   | Fr   | Sa   | So   |
| ---- | ---- | ---- | ---- | ---- | ---- | ---- | ---- |
| 26   |      |      |      |      |      |      | 1    |
| 27   | 2    | 3    | 4    | 5    | 6    | 7    | 8    |
| 28   | 9    | 10   | 11   | 12   | 13   | 14   | 15   |
| 29   | 16   | 17   | 18   | 19   | 20   | 21   | 22   |
| 30   | 23   | 24   | 25   | 26   | 27   | 28   | 29   |
| 31   | 30   | 31   |      |      |      |      |      |

| August | August | August | August | August | August | August | August |
| Kw     | Mo     | Di     | Mi     | Do     | Fr     | Sa     | So     |
| ------ | ------ | ------ | ------ | ------ | ------ | ------ | ------ |
| 31     |        |        | 1      | 2      | 3      | 4      | 5      |
| 32     | 6      | 7      | 8      | 9      | 10     | 11     | 12     |
| 33     | 13     | 14     | 15     | 16     | 17     | 18     | 19     |
| 34     | 20     | 21     | 22     | 23     | 24     | 25     | 26     |
| 35     | 27     | 28     | 29     | 30     | 31     |        |        |

| September | September | September | September | September | September | September | September |
| Kw        | Mo        | Di        | Mi        | Do        | Fr        | Sa        | So        |
| --------- | --------- | --------- | --------- | --------- | --------- | --------- | --------- |
| 35        |           |           |           |           |           | 1         | 2         |
| 36        | 3         | 4         | 5         | 6         | 7         | 8         | 9         |
| 37        | 10        | 11        | 12        | 13        | 14        | 15        | 16        |
| 38        | 17        | 18        | 19        | 20        | 21        | 22        | 23        |
| 39        | 24        | 25        | 26        | 27        | 28        | 29        | 30        |

| Oktober | Oktober | Oktober | Oktober | Oktober | Oktober | Oktober | Oktober |
| Kw      | Mo      | Di      | Mi      | Do      | Fr      | Sa      | So      |
| ------- | ------- | ------- | ------- | ------- | ------- | ------- | ------- |
| 40      | 1       | 2       | 3       | 4       | 5       | 6       | 7       |
| 41      | 8       | 9       | 10      | 11      | 12      | 13      | 14      |
| 42      | 15      | 16      | 17      | 18      | 19      | 20      | 21      |
| 43      | 22      | 23      | 24      | 25      | 26      | 27      | 28      |
| 44      | 29      | 30      | 31      |         |         |         |         |

| November | November | November | November | November | November | November | November |
| Kw       | Mo       | Di       | Mi       | Do       | Fr       | Sa       | So       |
| -------- | -------- | -------- | -------- | -------- | -------- | -------- | -------- |
| 44       |          |          |          | 1        | 2        | 3        | 4        |
| 45       | 5        | 6        | 7        | 8        | 9        | 10       | 11       |
| 46       | 12       | 13       | 14       | 15       | 16       | 17       | 18       |
| 47       | 19       | 20       | 21       | 22       | 23       | 24       | 25       |
| 48       | 26       | 27       | 28       | 29       | 30       |          |          |

| Dezember | Dezember | Dezember | Dezember | Dezember | Dezember | Dezember | Dezember |
| Kw       | Mo       | Di       | Mi       | Do       | Fr       | Sa       | So       |
| -------- | -------- | -------- | -------- | -------- | -------- | -------- | -------- |
| 48       |          |          |          |          |          | 1        | 2        |
| 49       | 3        | 4        | 5        | 6        | 7        | 8        | 9        |
| 50       | 10       | 11       | 12       | 13       | 14       | 15       | 16       |
| 51       | 17       | 18       | 19       | 20       | 21       | 22       | 23       |
| 52       | 24       | 25       | 26       | 27       | 28       | 29       | 30       |
| 1        | 31       |          |          |          |          |          |          |

## Ereignisse

### Politik und Weltgeschehen

#### Römisches Reich

##### Der Osten des Reichs/Krieg gegen das Sassanidenreich
- Frühsommer: Valerians Orientarmee, die sich im Kampf gegen das Sassanidenreich befindet, ist geschwächt, da viele Soldaten der Pest zum Opfer gefallen sind. Als Valerian in der Schlacht von Edessa auf die Armee der Sassaniden unter Schapur I. trifft, erleidet er eine vernichtende Niederlage und wird mit mehreren seiner Offiziere gefangen genommen und in die persische Stadt Gundischapur verschleppt. Sein Sohn und Mitkaiser sowie designierter Nachfolger Gallienus befindet sich zu diesem Zeitpunkt in der Provinz Raetia im Grenzkrieg mit den Germanen. Der neue Statthalter der zurückeroberten Provinz Syria, Septimius Odaenathus, setzt den Persern nach, kann jedoch den Kaiser nicht mehr befreien. Nach dem Ende von Valerians Herrschaft brechen mehrere Aufstände aus, an denen das Römische Reich endgültig zu zerbrechen droht.

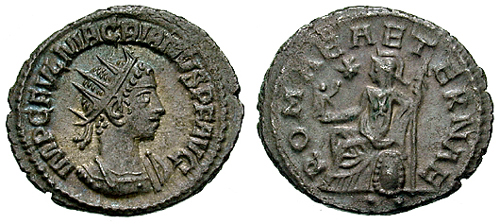
Antoninianus des Macrianus

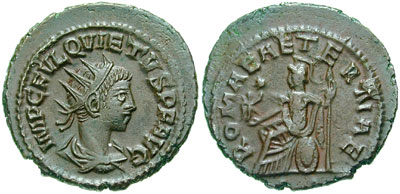
Antoninian des Quietus

- September: Die führungslose Orientarmee im Osten des Reiches ernennt einen neuen Anführer. Der von Prätorianerpräfekt Ballista vorgeschlagene Heerführer Macrianus Maior muss wegen seines schlechten Gesundheitszustandes verzichten. Stattdessen werden seine Söhne Macrianus Minor und Quietus zu Gegenkaisern erhoben. Sie werden von den östlichen Provinzen und Ägypten als Herrscher anerkannt.

##### Kampf gegen die Germanen
- 24./25. April: Der Statthalter der römischen Provinz Raetia, Simplicinius Genialis, erringt bei Augusta Vindelicorum einen bedeutenden Sieg gegen die germanischen Semnonen oder Juthungen.
- Ingenuus, der Statthalter von Pannonia, ernennt sich in Carnuntum zum Gegenkaiser. Er wird von Gallienus mit seiner neuen Elitekavallerie bei Mursa gestellt und kommt ums Leben.
- Kaiser Gallienus verlässt Pannonia, um den Alamannen unter König Chrocus entgegenzutreten, die seit Jahren über den Limes drängen. Bei Mediolanum, tief in Italia, kommt es zum Kampf, bei dem die Alamannen zurückgeschlagen werden.

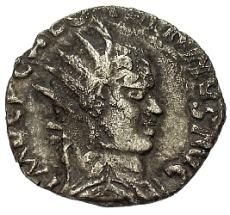
Antoninian des Regalianus

- Im nach wie vor höchst unsicheren Pannonia ernennt sich Regalianus zum Gegenkaiser. Sein Herrschaftsbereich ist beschränkt, doch es gelingt ihm, die Provinz erfolgreich gegen die wachsende Gefahr der Sarmaten zu verteidigen. Nach seinem Sieg gegen die Sarmaten fällt er jedoch in der Schlacht gegen Kaiser Gallienus.

##### Die Gründung desImperium Galliarum

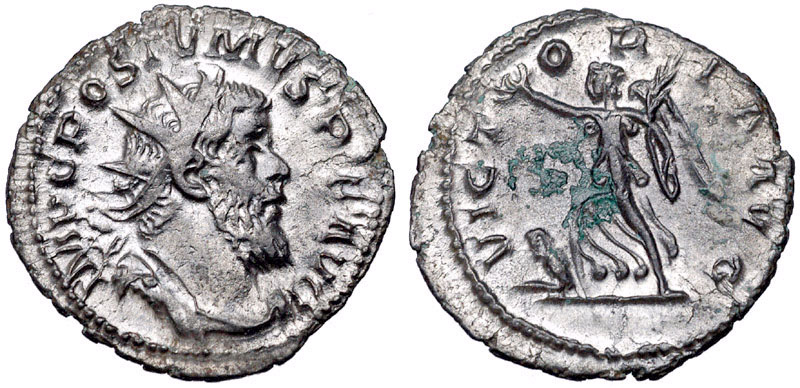
Antoninian des Postumus

In Colonia Claudia Ara Agrippinensium, heute Köln, befinden sich Kaiser Gallienus’ Sohn Saloninus und Prätorianerpräfekt Silvanus als Statthalter des Kaisers im Nordwesten. Römische Truppen unter dem Befehl von Postumus kehren zurück, nachdem sie einer Gruppe Germanen ihre Beute abgenommen haben. Postumus hat die Beute bereits unter seinen Soldaten aufgeteilt, als Saloninus und Silvanus fordern, dass ihnen die Beute ausgehändigt wird. Die Truppen rebellieren und ernennen Postumus zum Imperator. Postumus wird damit erster Kaiser des Imperium Galliarum. Colonia wird von Postumus belagert, Salonius und Silvanus werden ihm ausgeliefert und getötet.

#### Kaiserreich China

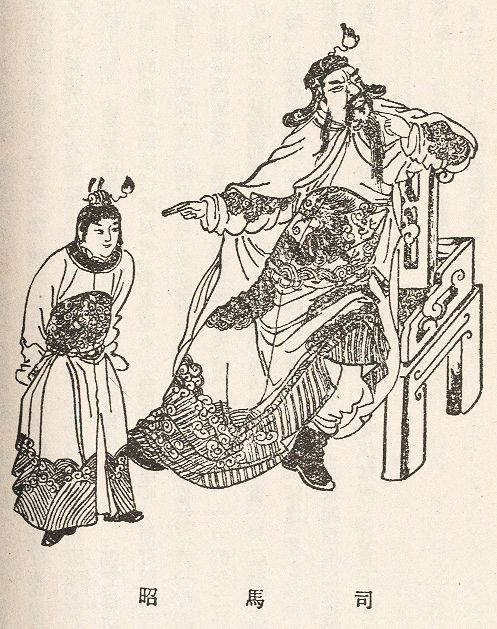
Sima Zhao (sitzend), Illustration einer Qing-Ausgabe der Geschichte der Drei Reiche

- Wei-Regent Sima Zhao zwingt den jungen Kaiser Cao Mao zum zweiten Mal, ihm die Neun Ehrenzeichen anzubieten, die dieser erneut, scheinbar bescheiden, ablehnt.
- Kaiser Sun Xiu der Wu-Dynastie veranlasst den Bau eines riesigen künstlichen Sees, des Puli-Sees, als Verteidigung gegen Wei-China. Der Bau muss später abgebrochen werden.
- Der neunzehnjährige Kaiser Cao Mao dringt mit seinen Dienern und der Palastwache in Sima Zhaos Landsitz ein, um den übermächtigen Hofverwalter zu stürzen. Der dortige Kriegsherr Jia Chong gibt den Befehl, Sima Zhao um jeden Preis zu verteidigen. Der Kaiser wird von dem Offizier Cheng Ji mit einem Speer getötet. Das chinesische Volk, aufgebracht durch die Ermordung Kaiser Cao Maos, fordert die Hinrichtung des Kriegsherrn Jia Chong. Sima Zhao dagegen lässt Cao Mao posthum zum Fürsten degradieren. Der kaisertreue Wang Jing wird mit seiner Familie ermordet. Sima Zhao bestimmt den vierzehnjährigen Cao Huang zum neuen Kaiser.
- Neunzehn Tage nach dem Umsturzversuch Cao Maos beschuldigt Sima Zhao den General Cheng Ji, der den Kaiser mit seinem Speer getötet hatte, sowie seine Brüder des Verrats und lässt sie und ihre Familien hinrichten. Der Kriegsherr Jia Chong wird dagegen verschont.

„Selbst ein Tagelöhner kennt Sima Zhaos Herz.“

### Wirtschaft
Im gesamten Römischen Reich droht die Wirtschaft durch die desolate politische Lage zusammenzubrechen. Die zahlreichen Usurpatoren verursachen durch ihre Münzprägungen eine starke Inflation. Hinzu kommt, dass Italia durch die Abspaltung Ägyptens von lebenswichtigen Getreidelieferungen abgeschnitten ist.

### Religion und Kultur
- 22. Juli: Dionysius wird zwei Jahre nach dem Tod Sixtus’ II. zum Bischof von Rom gewählt und sieht sich mit der Aufgabe konfrontiert, die Kirche nach Christenverfolgungen neu zu organisieren.

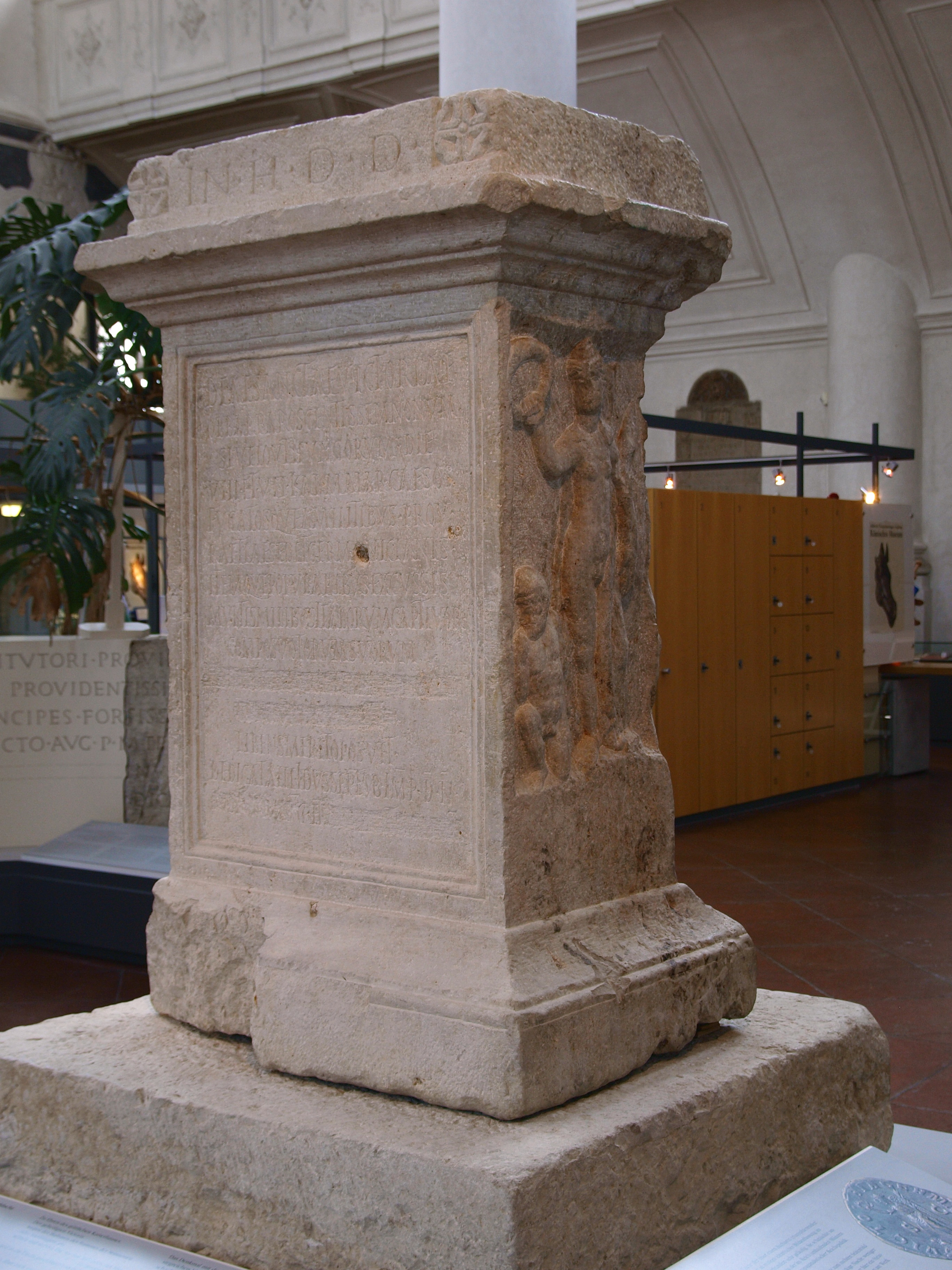
Augsburger Siegesaltar, heute im Alamannenmuseum Ellwangen (Jagst)

- 11. September: Der Statthalter der Provinz Raetia, Simplicinius Genialis, errichtet in der raetischen Hauptstadt Augusta Vindelicorum, heute bekannt als Augsburg, einen Siegesaltar im Gedenken an seinen Sieg über die Juthungen im April.
- Kaiser Gallienus beendet die unter seinem Vater verordnete Christenverfolgung im römischen Reich. Mit dem Toleranzedikt werden sie dem Judentum insofern gleichgestellt, als dass nun auch sie den Kaiserkult verweigern dürfen. Die Huldigung der ehemaligen römischen Kaiser als Götter ist als einzige religiöse Handlung Pflicht für alle Römer. Juden und Christen lehnen dies jedoch vehement ab. Der Toleranzedikt hat für 34 Jahre Bestand.
- Der römische Senat beschließt, dass Salonius, der Sohn von Gallienus, als Divus Quondam Gallienus in den Götterhimmel aufgenommen wird.
- um 260: Nach dem Tod des Mazabanes wird Hymenaios Bischof von Jerusalem.

## Geboren
- um 260: Arius, Theologe und Begründer des Arianismus († 336)

## Gestorben
- Cao Mao, Kaiser der Wei-Dynastie in China (* 241)
- Ingenuus, Usurpator und Gegenkaiser im Römischen Reich
- Saloninus, Mitkaiser im Römischen Reich (* um 242)
- Sun Liang, Kaiser von China (* 243)
- um 260: Mazabanes, Bischof von Jerusalem
- um 260: Regalianus, Usurpator und Gegenkaiser im Römischen Reich